# Castel Wolkenstein
Il castel Wolkenstein (in ladino: Ciastel de Val, in tedesco: Burg Wolkenstein) è un castello che si trova nel territorio comunale di Selva di Val Gardena, in Alto Adige.

## Storia

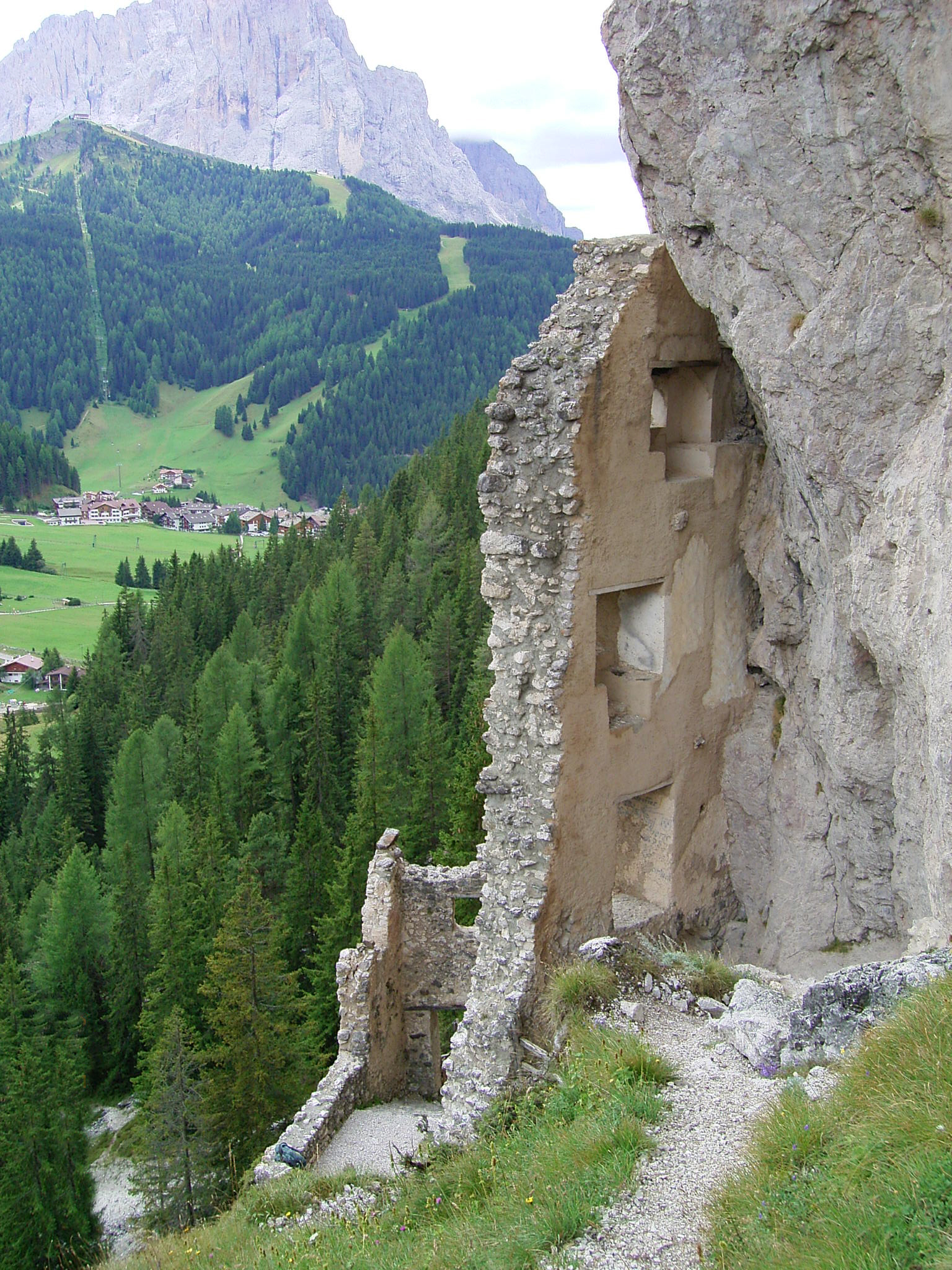
Una vista laterale delle rovine

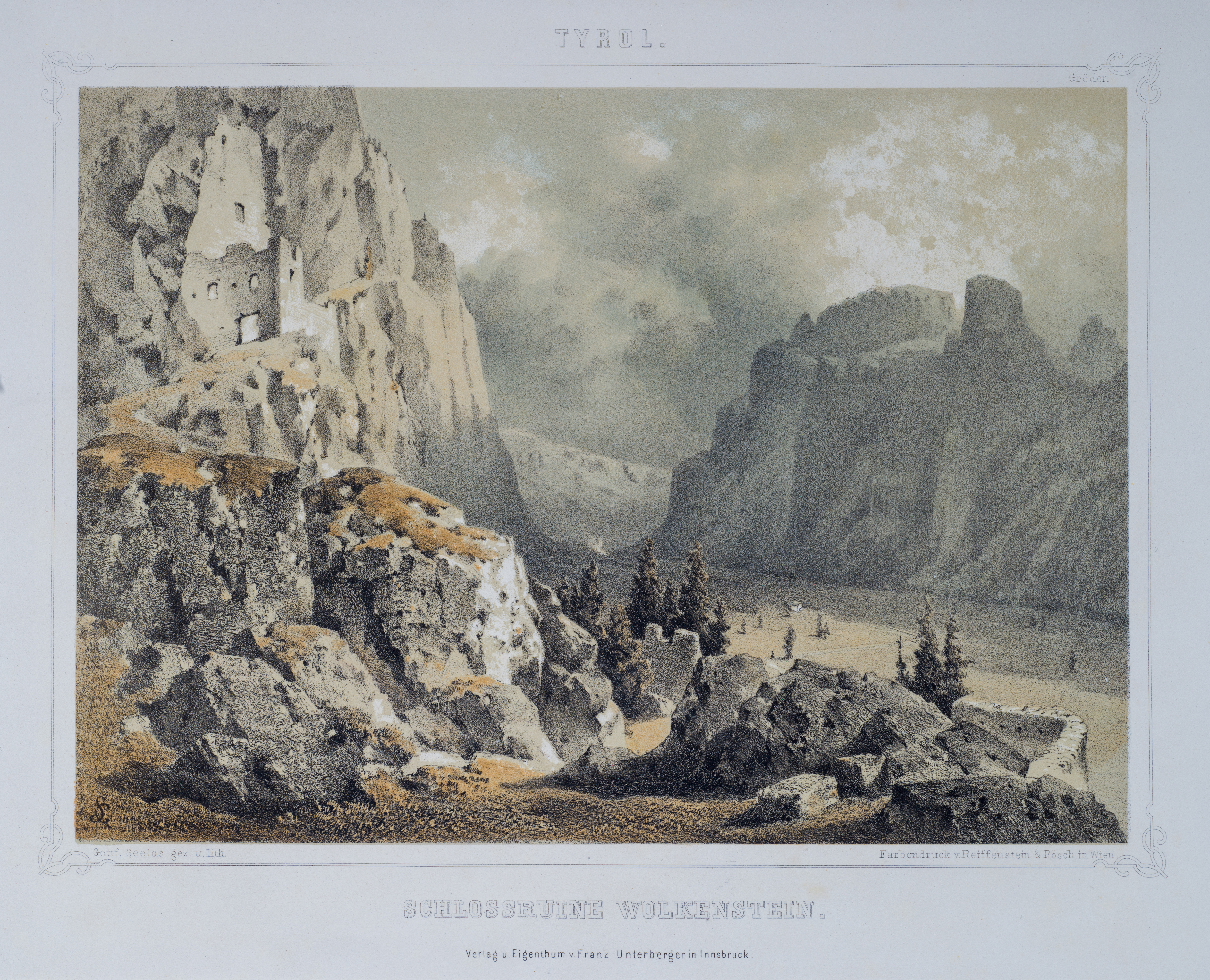
Antica raffigurazione del castello (1850 circa)

Il castello fu costruito attorno al XIII secolo, nel mezzo di un crepaccio di roccia dolomitica, parzialmente chiuso con alcune murature a garantire riparo dal maltempo e dai nemici.
Nel 1525 subì la prima distruzione a cui non seguirà nessuna ricostruzione. La prima traccia nota sulla proprietà del castello risale al 1237, relativa a Arnoldo von Maulrapp. L'edificio poi passò ai von Kastelruth e quindi nel 1293 ai von Pradell signori di Villandro, la cui ultima erede sposò (1360) un Wolkenstein, famiglia che tuttora ne detiene il possesso. Da allora il castello ha acquistato l'attuale nome.
Quel che rimane dell'antico castello si può collocare all'inizio della Vallunga, sotto i bastioni della Stevia. Rimangono alcune mura esterne, un cortile con colonne in porfido ed alcune tracce di dipinti sulle pareti.
Si può raggiungere il castello percorrendo un sentiero che parte dal sottostante albergo, nei pressi del Centro Addestramento dei Carabinieri di Selva di Val Gardena.
La tradizione vuole che Oswald von Wolkenstein nella sua gioventù abbia soggiornato per alcuni periodi estivi presso il castello. Ciò risulta però poco credibile, in quanto presso il castello non si ha traccia delle più elementari comodità.